# Pascal Delwit
Pascal Delwit, né le 13 aout 1961 à Bruxelles, est un professeur de science politique à l'Université libre de Bruxelles.

## Biographie

### Jeunesse et études
Il est né à Bruxelles en 1961, d’un père ouvrier typographe et d’une mère employée, et a passé sa jeunesse à Saint-Josse-ten-Noode. Ayant suivi sa scolarité dans l'enseignement de la ville de Bruxelles, il poursuit des études de science politique à l'ULB, qu'il termine en 1986. Il a cosigné son mémoire de fin de licence sous la direction de Marcel Liebman, Les intellectuels communistes et le stalinisme de 1947 à 1953 en France et en Belgique, avec Jean-Michel De Waele, par la suite lui aussi devenu professeur à l'ULB, et son successeur à la tête du CEVIPOL.

### Engagement politique
Pendant ses études, il milite, avec Jean-Michel De Waele, au sein  des Jeunesses communistes, organisation affiliée au Parti communiste de Belgique. Il est président de la section de Saint-Josse-ten-Noode du PCB jusqu'en 1985 ou 1986, et membre de ce parti jusqu'à une date indéterminée. En septembre 2010, Le Soir mentionne son nom parmi divers membres du PS candidats à des postes dirigeants à l'ULB. Le lendemain, un démenti est publié, « Pascal Delwit, le doyen de la faculté des sciences politiques de l’ULB précise qu’il n’a jamais été membre du PS ».

### Carrière académique
Recruté comme chercheur sur contrat, il travaille dans un premier temps sur les relations économiques, commerciales et politiques entre l'Europe occidentale et l'Europe centrale et orientale. Il devient ensuite assistant dans la même Université de 1988 à 1994, où il se réoriente dans l'analyse des partis et de l'Europe. Il décroche son titre de docteur en science politique en 1994 (Évolution comparée des positions et des attitudes des partis socialistes belge, français et du parti travailliste face à la construction européenne. 1950-1993).
De 1994 à 1998, il est premier assistant en science politique avant d'être nommé professeur dès l'année académique 1998-1999, à l'âge de 37 ans. Il devient par ailleurs directeur du Centre d'étude de la vie politique (le CEVIPOL) la même année. Successivement vice-président du conseil d'administration de l'ULB en 1995, président du département de science politique et vice-doyen, il devient en 2006 doyen de la Faculté des Sciences sociales, politiques, ainsi que de la Solvay Brussels School of Economics and Management et, ce, pour une période de quatre ans. 
Auteur de très nombreux ouvrages et publications sur les paysages politiques belge et européen, ses thèmes de recherche principaux sont la vie et l'évolution des partis politiques en Belgique et en Europe, ainsi que l'étude du comportement électoral.

### Candidature au rectorat de l'ULB
Fin 2010, il est candidat au poste de recteur de l'ULB, mais est battu par l'historien Didier Viviers, doyen de la Faculté de philosophie et lettres, qui l'emporte avec 633 voix contre 173, avec un taux de « participation de 79,05 %, un record depuis 40 ans », selon le quotidien Le Soir, pour qui « Il s’agit d’un véritable camouflet pour Pascal Delwit qui semble plus brillant pour analyser la politique que pour en faire ». Selon certaines analyses, répercutées par Le Soir, l'élection aux postes de recteur, de vice-recteur et de président du conseil d'administration de l'ULB serait influencée par l'appartenance des candidats à des partis politiques pour le conseil d'administration (alternance PS-MR) ou à des loges maçonniques pour le rectorat (l'ancien et le nouveau recteurs, Philippe Vincke et Didier Viviers, sont membres de la loge Prométhée, affiliée au Grand Orient de Belgique),,.

### Présence médiatique
Il est aussi souvent présent dans les médias, que ce soit à travers des tribunes ouvertes dans la presse écrite ou en tant qu'invité dans de nombreux débats politiques et analyste lors des soirées électorales. Pascal Delwit est un des politologues belges les plus régulièrement invités par les chaînes de télévision régionales et nationales.

## Ouvrages publiés
- avec Jean-Michel De Waele, Les intellectuels communistes et le stalinisme de 1947 à 1983 en France et en Belgique, Bruxelles, ULB, mémoire de fin d'études, licence en sciences politiques et relations internationales, 1985.
- avec José Gotovitch, Jean-Michel De Waele, L’Europe des communistes, Bruxelles, Éditions Complexe, Collection Identités politiques européennes, 1992, 353 pages.
- avec Jean-Michel De Waele (eds), La gauche face aux mutations en Europe, Bruxelles, Éditions de l'Université de Bruxelles, Collection Histoire, économie, société, 1993, 218 pages.
- Les partis socialistes et l’intégration européenne. Belgique, France, Grande-Bretagne, Éditions de l'Université de Bruxelles, Collection dirigée par l’Institut d’études européennes, 1995, 302 pages.
- avec Jean-Michel De Waele, Ecolo : Les verts en politique, Bruxelles, Éditions De Boeck, Collection Pol-His, 1996, 292 pages.
- avec Jean-Michel De Waele, Les partis politiques en Belgique, Bruxelles, Éditions de l'Université de Bruxelles, Collection histoire, économie, société, 1997, 289 pages (deuxième édition revue et augmentée).
- Composition, décomposition, recomposition du paysage politique en Belgique, Bruxelles, Labor, 2003, 167 pages.
- La vie politique en Belgique de 1830 à nos jours, Bruxelles, Éditions de l'Université Libre de Bruxelles, 2009, 360 pages, 2édition en 2010, 396 pages.
- PTB - Nouvelle gauche, vieille recette, Waterloo, Éditions Luc Pire, 2016, 384 pages.

### Direction d'ouvrages
- Pascal Dewit, José Gotovitch (eds.). La peur du rouge, Bruxelles, Éditions de l'Université de Bruxelles, 1996, 230 pages[9]
- Pascal Delwit, Jean-Michel De Waele (eds), Les partis politiques en Belgique, Bruxelles, Éditions de l'Université de Bruxelles, Collection histoire, économie, société, 1996, 279 pages.
- Pascal Delwit, Jean-Michel De Waele (eds), La transition démocratique en Europe centrale et orientale. La coopération pan-européenne des partis politiques, Paris, Éditions L’Harmattan, 1998, 205 pages.
- Pascal Delwit, Jean-Michel De Waele (eds), Les présidents de parti répondent... Vers une recomposition du paysage politique en Belgique ?, Bruxelles, Éditions Labor, Collection La Noria, 1998, 126 pages.
- Pascal Delwit (dir.), Jean-Michel De Waele (dir.) et Andrea Rea (dir.), L'extrême droite en France et en Belgique, Bruxelles, Complexe, coll. « Interventions », 1998, 314 p. (ISBN 2-87027-734-2, lire en ligne).
- Pascal Delwit, Hugues Le Paige (dir), Les socialistes et le pouvoir. Gouverner pour réformer, Bruxelles, Éditions Labor, Collection La Noria, 1998, 410 pages.
- Pascal Delwit, Jean-Michel De Waele, Paul Magnette (eds), À quoi sert le Parlement européen ? Stratégies et pouvoirs d’une Assemblée transnationale, Bruxelles, Éditions Complexe, Collection Études européennes, 1999, 230 pages.
- Pascal Delwit, Jean-Michel De Waele (eds), Les partis verts en Europe, Bruxelles, Éditions Complexe, Collection Interventions,1999, 261 pages.
- Pascal Delwit, Jean-Michel De Waele, Paul Magnette (eds), Gouverner la Belgique. Clivages et compromis dans une société complexe, Paris, Presses universitaires de France, 1999, 308 pages.
- Pascal Delwit, Jean-Michel De Waele (édité par), Le mode de scrutin fait-il l’élection ?, Bruxelles, Éditions de l'Université de Bruxelles, Collection Sociologie politique, 2000, 214 pages, pp. 161–186.
- Pascal Delwit, Erol Kulahci, Cédric Van De Walle (édité par), Les fédérations européennes de partis. Organisation et influence, Bruxelles, Éditions de l'Université de Bruxelles, Collection Sociologie politique, 2001, 252 pages.
- Pascal Delwit (édité par), Le parti social chrétien. Mutations et perspectives, Bruxelles, Éditions de l'Université de Bruxelles, Collection Sociologie politique, 2002, 146 pages.
- Pascal Delwit (ed.), Libéralismes et partis libéraux en Europe, Bruxelles, Éditions de l'Université de Bruxelles, Collection Sociologie politique, 2002, 292 pages.
- Pascal Delwit (ed.), Démocraties chrétiennes et conservatismes en Europe. Une nouvelle convergence?, Bruxelles, Éditions de l'Université de Bruxelles, 2003.
- Pascal Delwit (ed.) Où va la social-démocratie européenne? Débats, enjeux, perspectives, Bruxelles, Éditions de l'Université de Bruxelles, 2004.
- Pascal Delwit, Erol Kulahci, Jean-Benoit Pilet e.a., Le vote électronique en Belgique : un choix légitime ?, Gand, Academia Press, 2004, 217 pages.
- (en) Pascal Delwit (ed.), Social Democracy in Europe, Brussels, Éditions de l'Université de Bruxelles, 2005.
- Pascal Delwit, Philippe Poirier (eds), Parlement puissant, électeurs absents ? Les élections européennes de juin 2004, Bruxelles, Éditions de l'Université de Bruxelles, 2005, 316 pages.
- (en) Herwig Reynaert, Kristof Steyvers, Pascal Delwit, Jean-Benoit Pilet (eds), Revolution or Renovation ? Reforming Local Politics in Europe, Bruges, Vanden Broele, 2005, 643 pages.
- Pascal Delwit (ed.), Les partis régionalistes en Europe. Des acteurs en développement ?, Bruxelles, Éditions de l'Université de Bruxelles, 2005, 286 pages.
- (nl) Marc Swyngedouw, Pascal Delwit, Andrea Rea (eds), Culturele diversiteit en samenleven in Brussel en België, Leuven, Acco, 2005, 229 pages.
- (en) Pascal Delwit (dir.) et Philippe Poirier (dir.), Extrême droite et pouvoir en Europe, Bruxelles, Éditions de l'Université de Bruxelles, coll. « Science politique », 2007, 336 p. (ISBN 978-2-8004-1388-4, présentation en ligne, lire en ligne).
- Pascal Delwit, Emilie Van Haute (eds), Le vote des Belges (Bruxelles – Wallonie, 10 juin 2007), Bruxelles, Éditions de l'Université de Bruxelles, 2008.
- Kris Deschouwer, Pascal Delwit, Marc Hooghe, Stefaan Walgrave (eds), Les voix du peuple. Le comportement électoral au scrutin du 10 juin 2009, Bruxelles, Éditions de l'Université de Bruxelles, 2010.
- Pascal Delwit, Jean-Benoit-Pilet, Emilie van Haute (eds), Les partis politiques en Belgique, Bruxelles, Editions de l'Université Libre de Bruxelles, 2011, 370 pages.
- Pascal Delwit (dir.), Le Front national : mutations de l'extrême droite française, Bruxelles, Éditions de l'Université de Bruxelles, coll. « Science politique », 2012, 240 p. (ISBN 978-2-8004-1519-2, présentation en ligne, lire en ligne).